# Bruhathkayosaurus matleyi
Bruhathkayosaurus („Ještěr s velkým tělem“) je záhadný rod pravděpodobně obřího sauropodního dinosaura z jižní Indie. Odhady rozměrů tohoto druhu napovídají, že by se mohlo jednat o jednoho z největších známých dinosaurů vůbec. Není ale jisté, zda byly původní udávané rozměry některých fosilních kostí správně interpretovány.

## Historie
Od roku 1987, kdy byl formálně popsán, nicméně probíhá debata, zda jde opravdu o zkameněliny živočicha nebo spíše fosilizovaného kmene pravěkého stromu. Původně byly tyto pozůstatky přisuzovány neznámému obřímu teropodovi z příbuzenstva alosaura. Později se však ukázalo, že se s největší pravděpodobností jednalo o titanosaurního sauropoda (jak doložil již roku 1995 americký paleontolog indického původu Sankar Chatterjee).

## Rozměry
Odhady velikosti tohoto indického sauropoda hovoří o délce až kolem 45 metrů a hmotnosti 126 nebo dokonce 157 tun. Tyto výpočty vycházejí z údajů o délce holenní a stehenní kosti, která mohla u tohoto rodu měřit  2 a 3 metry resp. (u rodu Argentinosaurus přitom tyto kosti měří „jen“ 1,81 m resp. 1,55 m). Velikost bruhathkayosaura však nejspíš nebude možné nikdy ověřit, protože zkameněliny již dnes nejsou k dispozici. Nejspíše byly zničeny při monzunových deštích, protože nebyly včas vykopány a konzervovány.
V roce 2019 publikoval badatel Gregory S. Paul studii, ve které uvádí, že domnělá dvoumetrová kost holenní je ve skutečnosti spíše erodovaným femurem (stehenní kostí) a indický sauropod tak ve skutečnosti nemusel být větší než jiní gigantičtí sauropodi. Mohl být například menší než argentinský druh Patagotitan mayorum, který dle Paula vážil zhruba 50 tun.
Podle odborné práce z roku 2023 však mohl Bruhathkayosaurus (jsou-li udávané rozměry fosilních kostí z původní popisné studie správné), dosahovat hmotnosti v rozmezí 110 a 130 tun, což by z něho činilo největšího známého suchozemského živočicha všech dob.

## Geostratigrafie
Bruhathkayosaurus matleyi žil na konci období křídy (geologický stupeň maastricht), asi před 70 miliony let, na jihu dnešní Indie (distrikt Tiruččiráppalli ve svazovém státě Tamilnádu). Jeho fosilie byly objeveny v sedimentech geologického souvrství Kallamedu a holotyp (typový exemplář) byl opatřen sbírkovým označením GSI PAL/SR/20.

### Česká literatura
- SOCHA, Vladimír (2021). Dinosauři – rekordy a zajímavosti. Nakladatelství Kazda, str. 36.